# Terrasjeskommazweefvlieg
De terrasjeskommazweefvlieg, ook wel terrasjeszwever (Eupeodes corollae), is een tweevleugelig insect uit de familie zweefvliegen (Syrphidae). Het is een van de meest algemene zweefvliegen in Europa.

## Beschrijving
De terrasjeskommazweefvlieg bereikt een lichaamslengte van zeven tot tien millimeter. Het mannetje heeft een overwegend bruine lichaamskleur met drie paar gele vlekken tot banden op het achterlijf, bij vrouwtjes zijn dit altijd drie paar kommavormige vlekken. De vlekken lopen altijd tot over de zijnaad van het lijf, wat een onderscheid is met gelijkende soorten. Het borststuk is donkerder tot zwart, de clypeus (de voorzijde van de kop) is vrijwel geheel geel. Mannetjes hebben een relatief groot genitaal orgaan. Mannetjes zijn makkelijk te onderscheiden van de vrouwtjes, de ogen van de mannetjes raken elkaar op de bovenzijde van de kop terwijl er bij de vrouwtjes een duidelijke tussenruimte is. De ogen van deze soort zijn nooit voorzien van beharing, ook dit is een belangrijk verschil met veel gelijkende zweefvliegen.

## Verspreiding en habitat
De terrasjeskommazweefvlieg komt voor in heel Europa en daarnaast in delen van Azië en Afrika. De soort komt overal binnen Nederland en België in relatief grote aantallen voor. In Nederland was de soort vroeger nog algemener. Van de zweefvlieg is bekend dat grote afstanden kunnen worden afgelegd, exemplaren zijn op open zee tot 200 kilometer van de kust aangetroffen.
De habitat bestaat uit beschutte plaatsen in open gebieden. Net als andere zweefvliegen leeft de zweefvlieg van nectar die uit bloemen wordt gezogen.

## Voortplanting

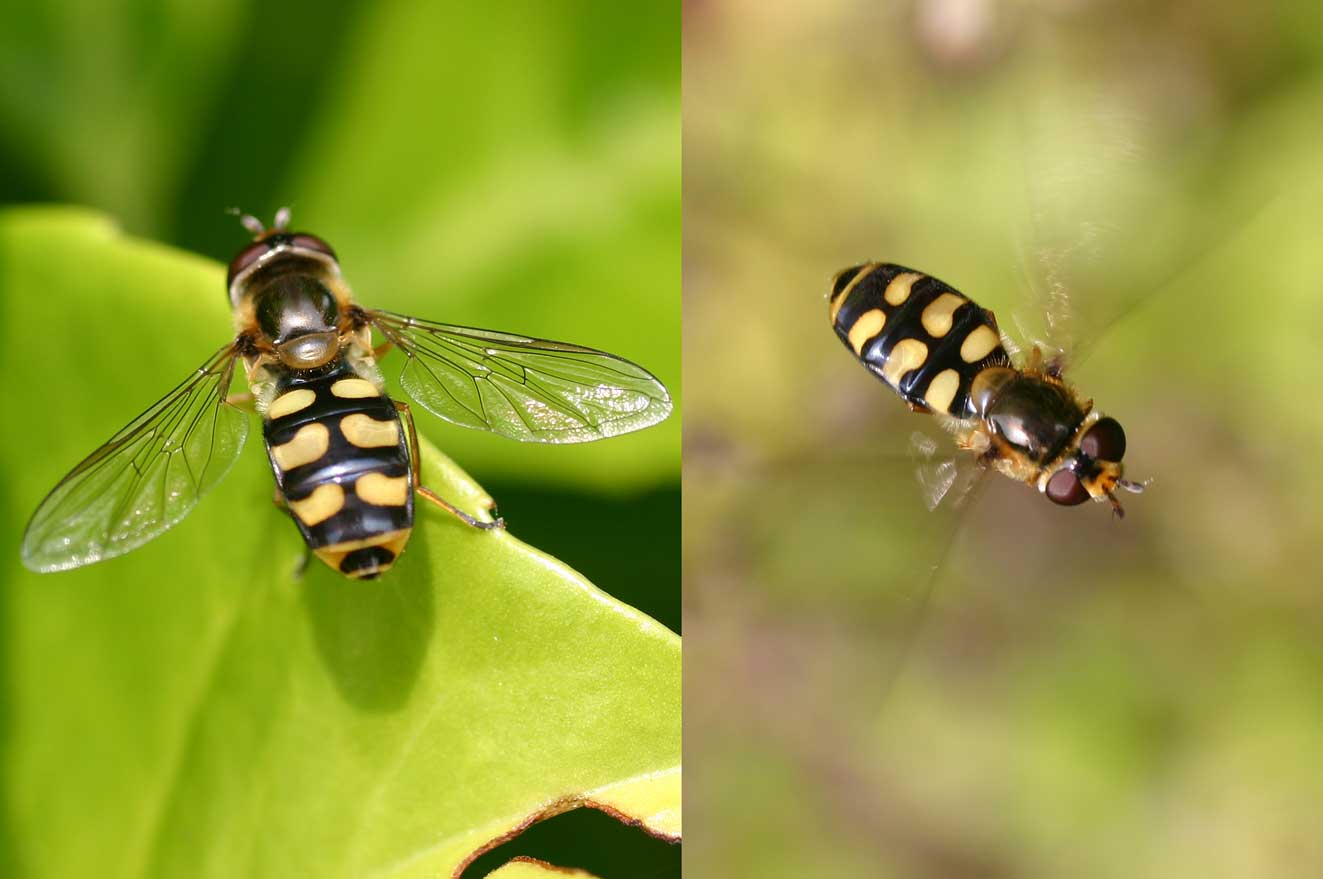
Vrouwtje, links op een blad, rechts in vlucht.

De mannetjes loeren vanuit een uitkijkpost op langsvliegende insecten waar ze op af vliegen. Indien het geen vrouwtje blijkt keert het mannetje terug. Bij een geschikte partner wordt de paring in de lucht ingezet en op een vaste ondergrond voltooid. De vrouwtjes zetten honderden eitjes op planten af die midden in bladluiskolonies geplaatst worden.
De larven leven van bladluizen, en zijn rupsachtig maar hebben een afgeplat lichaam. Na een tot drie weken verpopt de larve om na acht dagen als volwassen zweefvlieg de pop te verlaten. Exemplaren van de zomergeneratie overwinteren in hun pop waardoor het popstadium enige maanden duurt. Vermoed wordt dat ook de volwassen vliegen kunnen overwinteren. De zweefvlieg is in Nederland te zien vanaf april tot november.

## Taxonomie en naamgeving
De terrasjeskommazweefvlieg behoort tot het geslacht kommazweefvliegen (Eupeodes), dat in Europa vertegenwoordigd wordt door zeventien soorten. Negen soorten komen in Nederland voor, waarvan deze soort het algemeenst is.
Het laatste deel van de Nederlandse naam terrasjeskommazweefvlieg verwijst naar de familie waartoe de vlieg behoort; de zweefvliegen. De 'komma' in de naam verwijst naar de gele vlekken die vaak doen denken aan een komma. De wetenschappelijke soortnaam corollae is Latijn voor 'kroontjes' (enkelvoud corolla), en slaat op de tekening van de vlieg.